# George W. Bush
George Walker Bush (còn gọi là George Bush con, Bush Jr hoặc Bush 43, sinh ngày 6 tháng 7 năm 1946) là một chính trị gia, doanh nhân, và là Tổng thống thứ 43 của Hoa Kỳ tại nhiệm từ năm 2001 đến năm 2009. Ông là thành viên Đảng Cộng hoà và từng đảm nhiệm chức Thống đốc thứ 46 của tiểu bang Texas từ năm 1995 đến năm 2000. Ngoài ra, ông còn là thành viên của một gia đình có quyền thế ở nước Mỹ, Gia tộc Bush, với cha của ông, George H. W. Bush, là Tổng thống thứ 41 của Hoa Kỳ tại nhiệm năm 1989 đến năm 1993.
Bush là con trai cả của Barbara và George H. W. Bush, và là người con trai thứ hai trở thành Tổng thống Mỹ sau cha mình (người đầu tiên là John Quincy Adams). Sau khi tốt nghiệp Đại học Yale năm 1968 và Trường Kinh doanh Harvard năm 1975, ông làm việc trong ngành dầu khí. Bush kết hôn với Laura Welch vào năm 1977. Khoảng một năm sau khi kết hôn, Bush tranh cử dân biểu Hạ viện Hoa Kỳ. Tuy nhiên, ông đã thất bại trong cuộc bầu cử lần đó. Vài năm sau, Bush trở thành đồng sở hữu một đội bóng chày mang tên Texas Rangers. Trong cuộc bầu cử Thống đốc bang Texas năm 1994, ông đã vượt qua vị Thống đốc lúc bấy giờ là Ann Richards để trở thành người lãnh đạo mới của tiểu bang Texas. Bush được bầu làm Tổng thống Hoa Kỳ năm 2000 sau khi đánh bại vị Phó Tổng thống đương nhiệm đến từ Đảng Dân chủ Al Gore. Đây là một chiến thắng khá sát sao và gây nhiều tranh cãi nhất lịch sử khi phải cần đến xét xử của Tòa án Tối cao Hoa Kỳ để chấm dứt việc kiểm phiếu lại ở tiểu bang Florida. Đồng thời, cũng với chiến thắng này, Bush trở thành người thứ tư được bầu làm Tổng thống với số phiếu phổ thông ít hơn đối thủ.
Để đáp trả cuộc tấn công khủng bố ngày 11 tháng 9, Bush đã phát động cuộc "Chiến tranh chống khủng bố" và mở màn chiến dịch này với chiến tranh Afghanistan năm 2001. Vào năm 2003, ông cũng cho tiến hành Chiến tranh Iraq. Trong thời gian làm Tổng thống, Bush đã ký ban hành nhiều điều luật bao gồm các cắt giảm thuế, Đạo luật Yêu nước (Patriot Act), Đạo luật Giáo dục cho Mọi Trẻ em (No Child Left Behind Act), Đạo luật Cấm Phá Thai (Partial-Birth Abortion Act), Đạo luật Hiện đại Hóa Chương trình Bảo hiểm Sức khỏe (Medicare Modernization Act) và tài trợ cho chương trình cứu trợ AIDS mang tên là PEPFAR. Trong kỳ bầu cử Tổng thống năm 2004, Bush đã giành được một chiến thắng sát sao sau khi vượt qua Thượng nghị sĩ của Đảng Dân chủ John Kerry. Sau khi tái đắc cử, Bush đã phải nhận nhiều lời chỉ trích từ nhiều phía trên phổ chính trị (từ các chính trị gia thuộc cả Đảng Dân chủ và Đảng Cộng hòa) vì cách xử lý các vấn đề trong Chiến tranh Iraq, Bão Katrina, cũng như các thách thức khác.
Giữa tình hình trên, Đảng Dân chủ đã giành lại quyền kiểm soát Quốc hội trong cuộc bầu cử năm 2006. Vào tháng 12 năm 2007, Hoa Kỳ bước vào thời kỳ suy thoái dài nhất kể từ Chiến tranh Thế giới thứ hai, và thời gian này thường được gọi là thời kỳ "Đại suy thoái". Sự việc này đã khiến chính quyền Bush phải dựa vào sự chấp thuận của Quốc hội cho nhiều chương trình kinh tế nhằm bảo toàn hệ thống tài chính của đất nước.
Bush là một trong những tổng thống Hoa Kỳ nhận cả sự mến mộ lẫn không bằng lòng từ người dân. Sau vụ tấn công 11/9, ông có được sự tín nhiệm cao nhất trong lịch sử. Tuy nhiên, khi cuộc khủng hoảng tài chính năm 2008 xảy ra, mức tín nhiệm lại xuống một trong những ngưỡng thấp nhất trong lịch sử. Bush kết thúc nhiệm kỳ thứ hai của mình vào năm 2009 và trở về Texas. Năm 2010, ông đã xuất bản hồi ký của mình mang tên Decision Points. Thư viện Tổng thống của ông được khai trương vào năm 2013. Mặc dù mức ủng hộ của người dân dành cho Bush đã dần được cải thiện đáng kể từ khi rời nhiệm sở, ông vẫn bị đánh giá là một trong những vị Tổng thống tệ nhất trong các cuộc thăm dò của các nhà sử học.

## Xuất thân

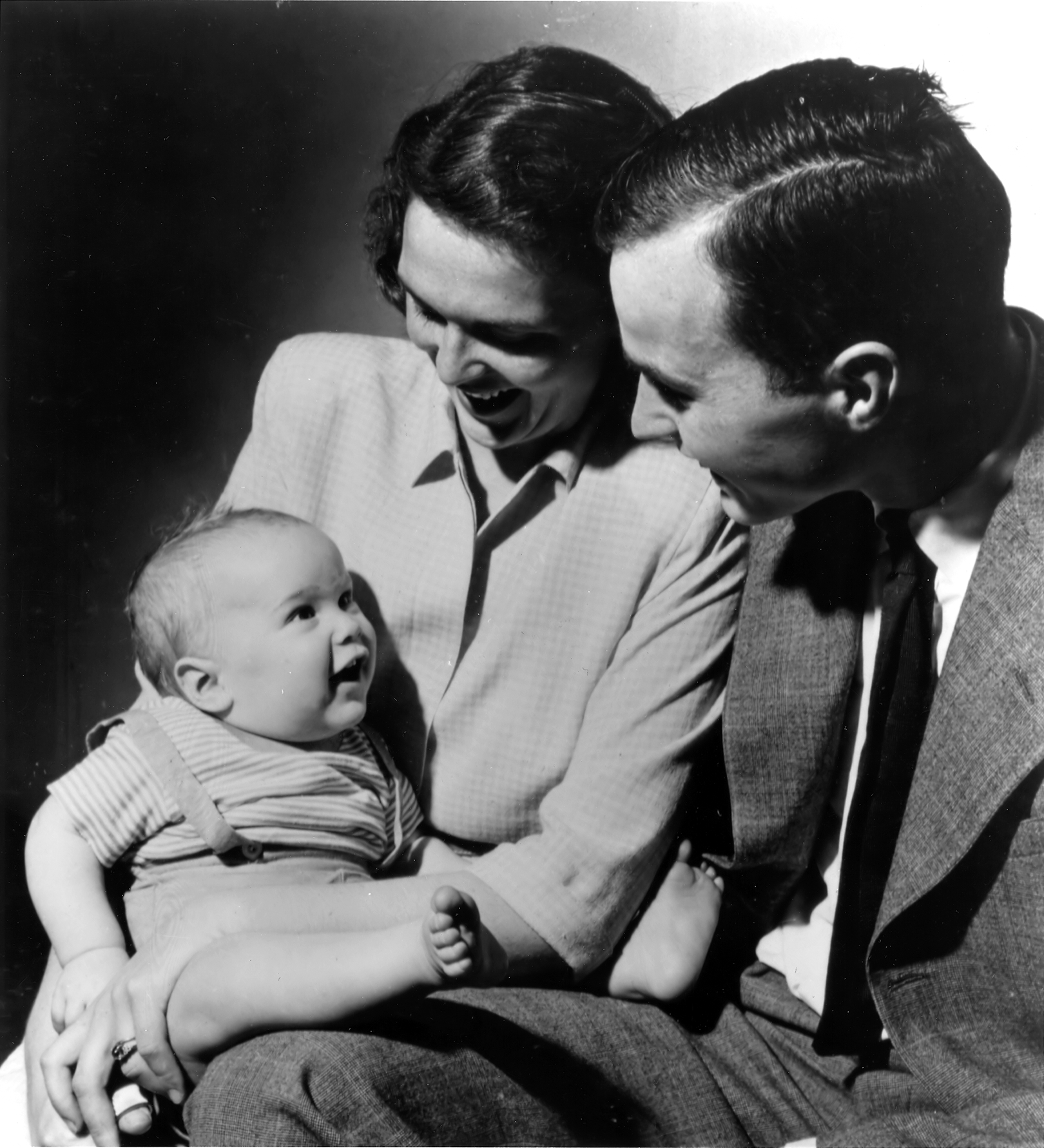
George W. Bush và bố mẹ, năm 1947.

George W. Bush là con trai của tổng thống Hoa Kỳ thứ 41 George H. W. Bush và Barbara Bush, sinh tại New Haven, Connecticut, nhưng lớn lên ở miền Nam tại Midland và Houston, Texas với các em là Jeb, Neil, Marvin và Dorothy. (Một người em gái, Robin, chết vì bệnh ung thư máu vào năm 1953, lúc ba tuổi.) Cả gia đình thường đến nghỉ hè và nghỉ lễ tại gia trang Bush ở Maine.
Tiếp bước cha, Bush theo học tại trường đại học Phillips (1961–1964), rồi đến Đại học Yale (1964–1968). Ông không phải là một sinh viên chăm chỉ và thành tích học tập của ông không được xem là xuất sắc. Bush thường nói đùa rằng người ta biết đến ông không phải do điểm số ở trường mà bởi cuộc đời hoạt động của ông. Ông nhận bằng Cử nhân Lịch sử năm 1968.
Sau khi tốt nghiệp đại học, Bush gia nhập một đơn vị không quân thuộc Lực lượng Vệ binh Quốc gia tại Texas vào ngày 27 tháng 5 năm 1968 và tình nguyện phục vụ cho đến ngày 26 tháng 5 năm 1974, tức là trong suốt thời gian Hoa Kỳ tham chiến tại Việt Nam. Bush là phi công máy bay F-102 cho đến năm 1972.
Năm 1973, ông được phép rời quân ngũ (6 tháng trước hạn) và theo học tại Trường đại học Kinh doanh thuộc Đại học Harvard. Ông chính thức được giải ngũ ngày 1 tháng 10 năm 1973 và nhận bằng MBA (Cao học quản trị và kinh doanh) năm 1975.

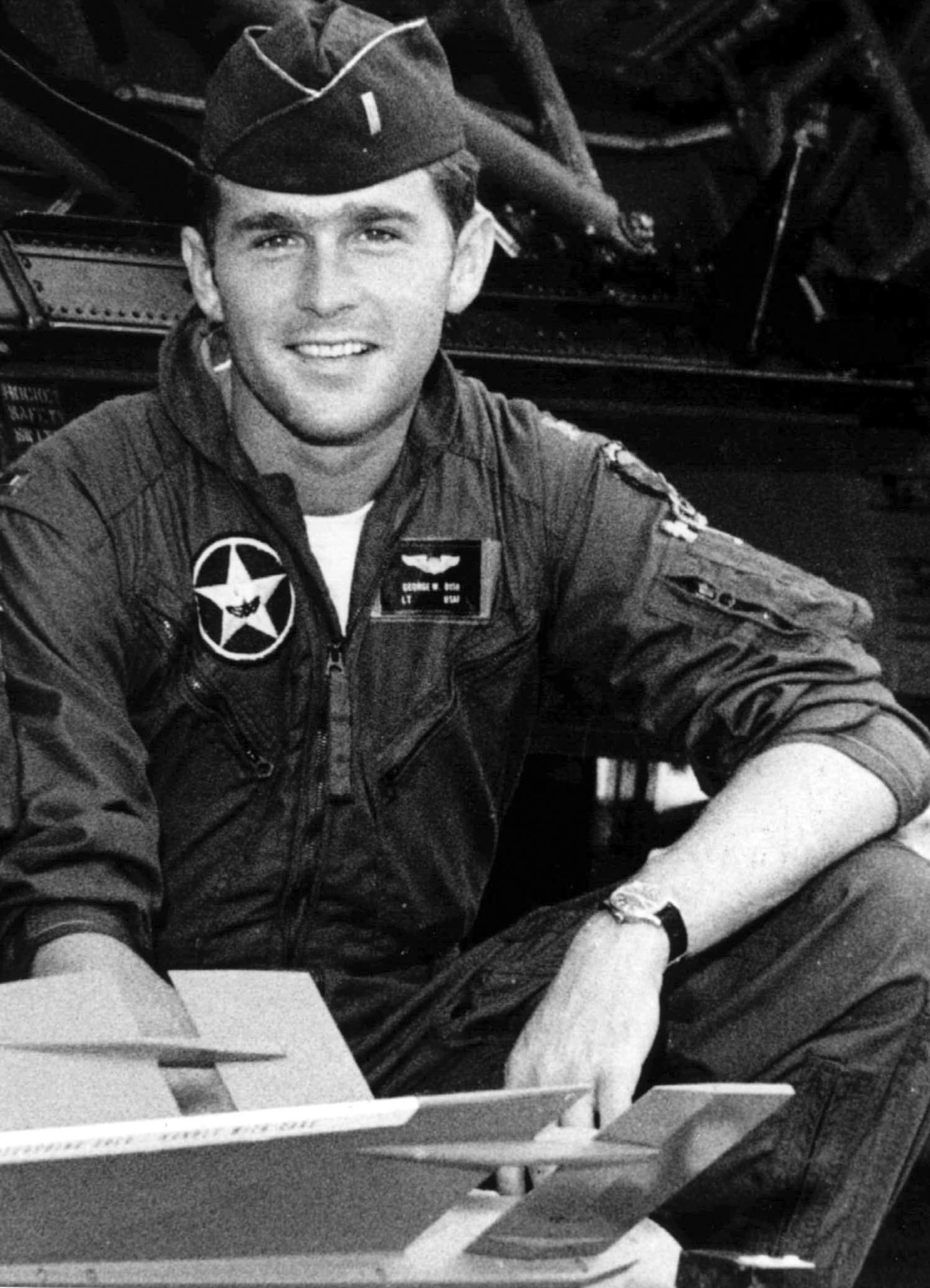
Trung úy G. W. Bush trong Lực lượng Vệ binh Quốc gia

Bush miêu tả cuộc sống của ông trước tuổi 40 là thời kỳ "tuổi thanh niên thiếu chín chắn trong vấn đề trách nhiệm", đồng thời thú nhận rằng ông dùng rượu khá thường xuyên. Ông thuật lại việc ông quyết định bỏ rượu là khi vừa thức giấc, đang váng vất với dư âm của tiệc mừng sinh nhật 40 tuổi, "tôi bỏ rượu năm 1986, từ đó tôi không uống một giọt nào". Bush cho rằng một trong những yếu tố giúp ông thay đổi cuộc đời là lần gặp gỡ với Mục sư Billy Graham vào năm 1985.
Năm 1977, George Bush kết hôn với Laura Welch. Họ có hai con gái sinh đôi, Barbara và Jenna Bush, sinh năm 1981. Năm 1986, ở tuổi 40, ông rời bỏ giáo hội Episcopal để gia nhập Giáo hội Giám lý Hiệp nhất mà vợ ông là một thành viên.
Sau thất bại khi ra tranh cử, tại Texas, chức vụ Dân biểu Liên bang trong Quốc hội năm 1978, Bush kinh doanh dầu mỏ và thành lập công ty Arbusto Energy năm 1979. Năm 1984, ông bán Arbusto cho Spectrum 7 và được mời làm CEO cho Spectrum 7. Khi Spectrum 7 sáp nhập với Harken Energy năm 1986, Bush trở thành một trong những giám đốc của tập đoàn này.
George Bush nhận nhiệm vụ "Ông Bầu" cho đội bóng chày Texas Rangers trong 5 năm, thời gian mà tên tuổi ông được biết đến với nhiều thiện cảm khắp tiểu bang Texas.
Năm 1994, vào dịp nghỉ phép, Bush ra tranh cử thống đốc tiểu bang Texas và đánh bại thống đốc đương nhiệm Ann Richards, thuộc đảng Dân chủ. Ông tái đắc cử vào năm 1998.

## Đức tin
Lần hội kiến với Mục sư Billy Graham năm 1985 dẫn Bush đến trải nghiệm mới trong đức tin Cơ Đốc; ông quyết tâm bỏ rượu, và bước vào ngả rẽ quyết định cho cuộc đời và sự nghiệp của mình. Từ đó, Bush tách khỏi Anh giáo (Episcopalian) để gia nhập Giáo hội Giám Lý Hiệp Nhất mà vợ ông là một thành viên.
Thỉnh thoảng Bush dự lễ tại Nhà thờ St. John thuộc Giáo hội Episcopal chỉ vì lý do thuận tiện: Giáo đường này tọa lạc đối diện Tòa Bạch Ốc, cạnh Công trường Lafayette. Kể từ thời James Madison, tất cả Tổng thống đều dự thánh lễ ở đây.
Ngày 13 tháng 12 năm 1999, trong một buổi tranh luận trên truyền hình dành cho các ứng cử viên Đảng Cộng hoà trong cuộc chạy đua vào Toà Bạch Ốc, khi được hỏi: "Chính trị gia nào hoặc nhà tư tưởng nào ông cảm thấy đồng cảm nhất, tại sao ?" Không giống những ứng cử viên khác, nêu tên các vị tổng thống và các nhân vật trong chính giới, Bush trả lời "Chúa Cơ Đốc, bởi vì Ngài đã thay đổi con người tôi." Câu trả lời của ông đã khiến những người tân bảo thủ như Alan Keyes và Bill Kristoll chỉ trích.
Trong cả hai nhiệm kỳ tổng thống, Bush đã tổ chức những buổi lễ tôn giáo không theo truyền thống Cơ Đốc như Lễ Ramadan của Hồi giáo.
Sự quan tâm của Bush đối với các giá trị tôn giáo được cho là hữu ích cho ông trong các cuộc bầu cử. Có đến 56% những người "dự thánh lễ nhà thờ mỗi tuần" bầu phiếu cho Bush trong cuộc tuyển cử năm 2000, đến năm 2004 tỷ lệ này lên đến 63%.

## Tranh cử Tổng thống

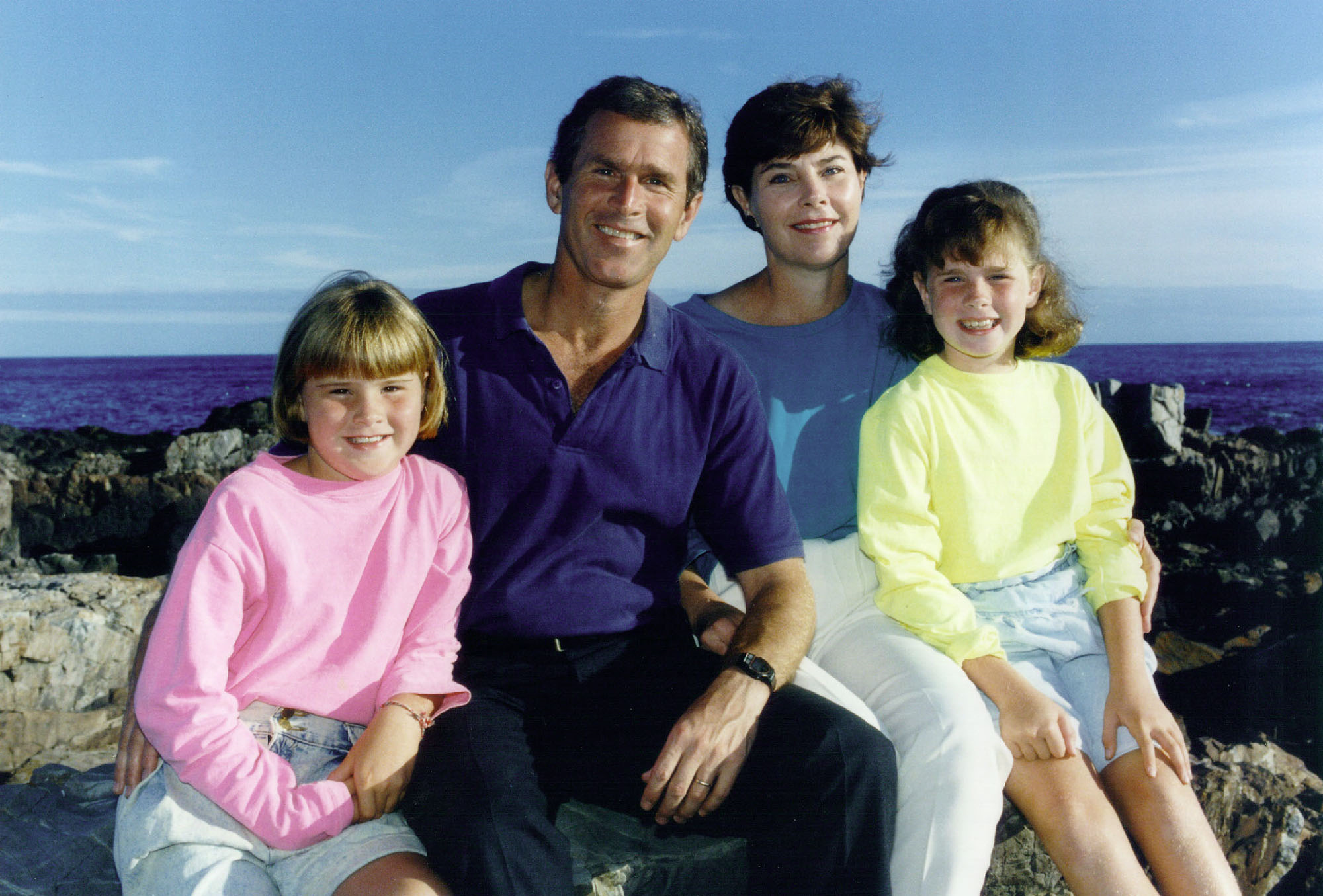
George và Laura Bush cùng hai cô con gái Jenna và Barbara, năm 1990.

George W. Bush miêu tả mình là một người "bảo thủ nhân ái" khi tiến hành chiến dịch vận động tranh cử tổng thống năm 2000. Sau khi giành được sự đề cử của đảng Cộng hoà, Bush phải đối đầu với Phó tổng thống Al Gore, người được đảng Dân chủ chọn làm ứng cử viên cho cuộc chạy đua vào Toà Bạch Ốc. Bush giành được 271 phiếu của cử tri đoàn, trong khi Gore có 266 phiếu. Bush được chọn bởi 47,9% của tổng số cử tri, còn số người bầu cho Gore cao hơn chút ít (48,4%), nhưng không ai giành được đa số của 105 triệu phiếu bầu.

Bầu cử năm 2000

Đó là lần đầu tiên, kể từ sau năm 1888, một người thắng cử khi nhận được ít phiếu phổ thông hơn người thất cử. Đó cũng là lần đầu tiên, kể từ sau năm 1876, người thắng cuộc bởi phiếu bầu của cử tri đoàn phải trải qua một cuộc tranh tụng gay gắt trước khi được công nhận thắng cử bởi phán quyết của Tối cao Pháp viện.
Tuy nhiên, bốn năm sau, George W. Bush đắc cử nhiệm kỳ thứ hai với 286 số phiếu cử tri đoàn và ông cũng nhận được 3,5 triệu phiếu phổ thông nhiều hơn đối thủ, thượng nghị sĩ John Kerry của đảng Dân chủ.
Trong lễ Nhậm Chức vào ngày 20 tháng 1 năm 2005, George W. Bush được hướng dẫn đọc lời thề bởi vị Chánh án Tối cao Pháp Viện Hoa Kỳ William Rehnquist. Bài diễn văn nhậm chức của ông tập trung vào chủ đề phát triển tự do và dân chủ trên khắp thế giới.
| “ | Quyền lợi sống còn của nước Mỹ và những xác tín sâu sắc nhất của người dân Mỹ là một. Từ những ngày lập quốc, chúng ta đã công bố rằng mọi người sống trên đất đều có quyền, nhân cách và phẩm giá không gì so sánh được, bởi vì họ mang hình ảnh của Đấng tạo dựng nên trời và đất. Trải qua nhiều thế hệ, chúng ta công bố "mệnh lệnh của quyền tự chủ", bởi vì, không ai là chủ nô, cũng không ai là kẻ tôi đòi. Phát huy những lý tưởng này là sứ mệnh của tất cả chúng ta. Chính vì sứ mệnh này mà quốc gia chúng ta đã được sản sinh. Đó là công lao vinh hiển của tiền nhân. Ngày nay, nó là một đòi hỏi thúc bách cho nền an ninh của đất nước, và cũng là lời kêu gọi dành cho thời đại chúng ta. | ” |

## Tổng thống Hoa Kỳ (2001-2009)

### Nhiệm kỳ đầu tiên

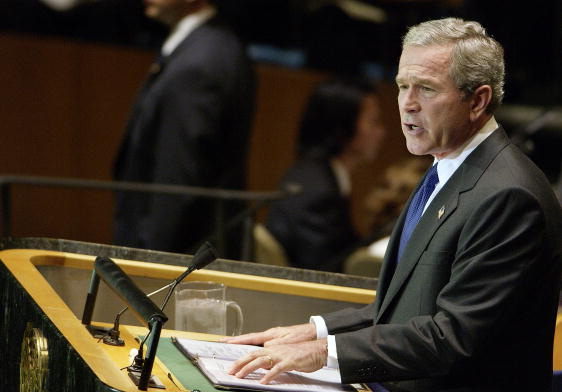
Bush phát biểu tại Đại hội đồng Liên Hợp Quốc, năm 2004.

Tháng 6 năm 2001, trong chuyến viếng thăm Âu châu lần đầu tiên với tư cách Tổng thống, Bush gặp phải sự chỉ trích mạnh mẽ từ các nhà lãnh đạo Âu châu vì ông bác bỏ Nghị định thư Kyoto. Năm 1997, trong khi đại diện của Hoa Kỳ và các nước khác đang đàm phán hiệp ước này, Quốc hội Hoa Kỳ đã biểu quyết với số phiếu 95-0, chống lại bất kỳ hiệp ước nào chống sự hâm nóng toàn cầu mà không có điều khoản đòi hỏi những cam kết từ các nước đang phát triển. Tuy nghị định thư Kyoto đã được ký tượng trưng bởi Peter Burleigh, quyền đại sứ Hoa Kỳ tại Liên Hợp Quốc, năm 1998, chính phủ Clinton đã không trình quốc hội phê chuẩn.
Năm 2002, Bush chống đối hiệp ước vì cho rằng nó làm hại sự tăng trưởng kinh tế tại Hoa Kỳ, ông nói: "Theo cách nhìn của tôi, sự tăng trưởng kinh tế là giải pháp, không phải là vấn nạn (cho môi trường)".
Chính phủ cũng tranh luận về nền tảng khoa học của hiệp ước. Tháng 11 năm 2004, Nga phê chuẩn hiệp ước, đáp ứng đòi hỏi về con số tối thiểu các quốc gia phê chuẩn hiệp ước mà không cần đến sự phê chuẩn từ Hoa Kỳ.
Chính sách đối ngoại của Bush được công bố trong chiến dịch tranh cử bao gồm mối quan hệ chặt chẽ hơn với Mỹ La tinh, nhất là México, giảm thiểu sự can thiệp chính trị và quân sự vào nội bộ các nước trong vùng.
Sau vụ tấn công khủng bố ngày 11 tháng 9 năm 2001, chính phủ chú tâm nhiều hơn vào Trung Đông. Ngày 7 tháng 10 năm 2001, gần một tháng sau cuộc tấn công, Hoa Kỳ và các nước đồng minh bắt đầu dội bom và tấn công trên bộ vào Afghanistan nhằm lật đổ chế độ Taliban, theo cáo buộc của chính phủ Bush, là đã che chở cho Osama bin Laden. Cuộc chiến này nhận được sự ủng hộ mạnh mẽ của quốc tế, và Taliban mau chóng sụp đổ.
Dưới sự lãnh đạo của tổng thống Afghanistan, Hamid Karzai, nỗ lực tái thiết đất nước với sự phối hợp của Liên hiệp quốc, có kết quả lẫn lộn. Dù Bin Laden, đến năm 2005, vẫn chưa bị bắt hoặc bị hạ sát, một cuộc bầu cử dân chủ đã được tổ chức vào ngày 9 tháng 10 năm 2004. Có một số vấn đề về ghi danh cử tri khiến 15 trong số 18 ứng cử viên tổng thống đe dọa rút lui, nhưng theo nhận xét của các quan sát viên quốc tế, cuộc bầu cử xảy ra một cách dân chủ và công bằng tại "đại đa số các phòng bầu phiếu".

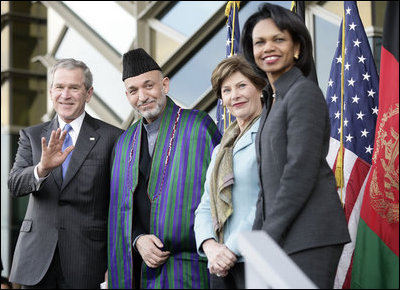
George W., Laura Bush, Condi Rice, và Tổng thống Hamid Karzai trong chuyến thăm Afghanistan, 1 tháng 3 năm 2006.

Ngày 14 tháng 12 năm 2001, với lý do không còn thích hợp, Bush rút khỏi Hiệp ước chống tên lửa đạn đạo năm 1972, hiệp ước này là nền tảng duy trì tình trạng ổn định về vũ khí nguyên tử giữa Hoa Kỳ và Liên Xô trong thời kỳ chiến tranh lạnh.
Từ đó, Bush tập trung xây dựng hệ thống phòng thủ tên lửa đạn đạo. Hệ thống này là mục tiêu của nhiều chỉ trích, chú trọng vào tính khả thi về mặt khoa học. Những cuộc thử nghiệm đưa ra một kết quả lẫn lộn, một số thành công, một số thất bại. Đề án này dự định được bắt đầu khai triển vào năm 2005.
Hệ thống phòng thủ tên lửa đạn đạo chưa thành công hoàn toàn trong việc ngăn chặn các loại tên lửa được phóng từ tàu thuyền hoặc từ các phương tiện trên bộ và vẫn được tiếp tục thử nghiệm. Những người chỉ trích cho rằng đây là một sai lầm đắt giá, một hệ thống được xây dựng để đối đầu với một cuộc tấn công ít có khả năng xảy ra nhất với tên lửa đạn đạo mang đầu đạn nguyên tử.
Tổng thống Bush cũng gia tăng chi phí nghiên cứu, phát triển quân sự và hiện đại hóa hệ thống vũ khí, nhưng hủy bỏ các chương trình như hệ thống đạn đạo tự hành Crusader. Chính phủ cũng bắt đầu chương trình nghiên cứu tên lửa hạt nhân xuyên qua công sự phòng thủ.

#### Cuộc chiến tại Iraq

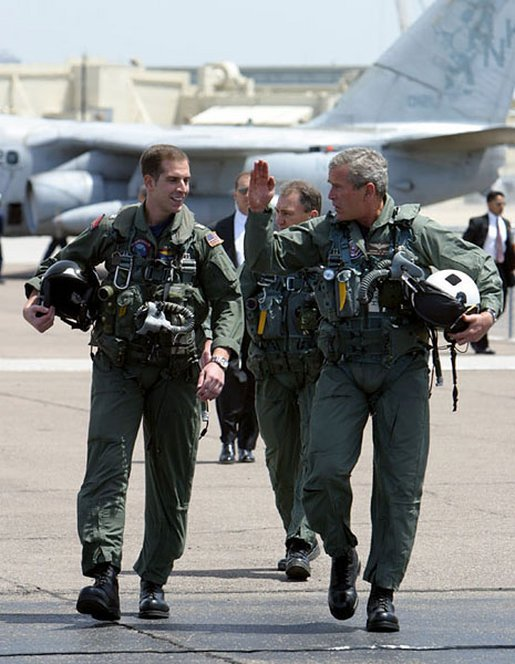
Tổng thống Bush trong bộ đồ bay khi đến thăm Hàng không Mẫu hạm USS Abraham Lincoln, năm 2003.

Từ năm 1998, Đạo luật giải phóng Iraq xác định chính sách của Hoa Kỳ là lật đổ Saddam Hussein. Sau cuộc tấn công 9/11, chính phủ Bush cho rằng tình thế tại Iraq đã trở nên khẩn cấp. Họ tin rằng chế độ Saddam Hussein cố tìm cách sở hữu nguyên liệu cho vũ khí nguyên tử và vi phạm lệnh cấm vận của Liên hiệp quốc vì không chịu tường trình đầy đủ về các loại nguyên liệu vũ khí hoá học và sinh học mà họ đang sở hữu, cũng như vũ khí huỷ diệt hàng loạt (WMD). Có nhiều tranh cãi giữa phe chống đối và phe ủng hộ tiến hành chiến tranh, liệu Hoa Kỳ đã có chứng cớ Iraq sở hữu WMD, và chứng cớ về các mối quan hệ giữa Iraq và Al-Qaeda.
Trong chính phủ Bush, chỉ có (một mình) Ngoại trưởng Colin Powell là cho rằng "Hoa Kỳ không nên tiến hành chiến tranh mà không có sự ủng hộ của LHQ". Do đó, Hoa Kỳ đã cứu xét và thảo luận đến việc liệu có đạt được một Quyết nghị của Hội đồng Bảo an Liên Hợp Quốc để được quyền sử dụng quân lực, nhưng cuối cùng phải từ bỏ ý định này khi gặp phải sự chống đối từ một số thành viên của Hội đồng Bảo an LHQ, cùng với lời đe doạ của Pháp sẽ dùng quyền phủ quyết. Thay vào đó, Hoa Kỳ tập hợp được một nhóm khoảng 40 quốc gia mà Bush gọi là "liên minh tình nguyện" trong đó có Anh, Tây Ban Nha, Ý và Ba Lan.
Ngày 20 tháng 3 năm 2003, Liên minh Tấn công Iraq, trưng dẫn các Quyết nghị (1441, 1205, 1137, 1134, 1115,1060, 949, 778, 715) của Hội đồng Bảo an LHQ liên quan đến Iraq, đến thái độ thiếu hợp tác của Iraq trong quá khứ và trong hiện tại để thực thi các quyết nghị này, sự từ chối hợp tác với các thanh tra LHQ của Saddam, âm mưu ám sát cựu tổng thống George Bush tại Kuwait và việc Saddam vi phạm hiệp ước ngưng bắn năm 1991. Liên minh lập luận rằng các Quyết nghị này cho họ quyền sử dụng vũ lực. Một số nhà lãnh đạo thế giới như Tổng Thư ký Liên Hợp Quốc Kofi Annan, không đồng ý và gọi cuộc chiến này là bất hợp pháp. Mục tiêu chính lật đổ Saddam Hussein mà Hoa Kỳ đưa ra là nhằm ngăn chặn Iraq khai triển vũ khí huỷ diệt hàng loạt.
Liên minh mau chóng đánh bại quân đội Iraq. Tuy nhiên, sau khi Tổng thống Bush tuyên bố chấm dứt các chiến dịch quân sự vào ngày 1 tháng 5 năm 2003, những cuộc nổi loạn gây ra nhiều khó khăn hơn dự tưởng vì sự sai lầm trong việc giải tán "NGAY LẬP TỨC" quân đội Iraq sau chiến thắng quân sự của Hoa Kỳ và Liên Minh, toàn thể quân nhân Iraq bỗng nhiên thất nghiệp, không có tiền nuôi gia đình, sẵn vũ khí và dễ nghe lời các giáo sĩ Hồi giáo cực đoan.
Từ sự sai lầm chiến thuật đó, sự ủng hộ của công chúng Mỹ bắt đầu sút giảm trong khi các tổ chức nổi loạn vũ trang ngày càng được tổ chức nhiều hơn. Mặt khác, một cuộc điều tra tình báo tiến hành bởi một Ủy ban lưỡng đảng không tìm thấy chứng cứ Saddam Hussein tàng trữ WMD, dù bản tường trình xác định rằng chính quyền Hussein cố gắng sở hữu kỹ thuật hầu cho Iraq có thể chế tạo WMD ngay sau khi LHQ bãi bỏ lệnh cấm vận. Bản tường trình cũng không tìm thấy mối quan hệ hợp tác nào giữa Hussein và Al-Qaeda. Bush vẫn cương quyết bảo vệ quyết định của mình, cho rằng "Thế giới ngày nay trở nên an toàn hơn" (khi không còn Saddam Hussein).

### Chi tiêu Quân sự
Trong số hai ngàn bốn trăm tỷ đô la dành cho ngân sách Liên bang (Hoa Kỳ) năm 2005, khoảng 401 tỷ được chi tiêu cho quốc phòng. Đây là chi tiêu quân sự cao nhất kể từ cuối thập niên 1990, nhưng chỉ là ở mức trung bình nếu so sánh với chi tiêu quốc phòng trong thời kỳ chiến tranh lạnh.

### Đối nội

#### Đề án Tổ chức Từ thiện Tôn giáo
Đầu năm 2001, Bush hợp tác với các nghị sĩ thuộc Đảng Cộng hòa tại Quốc hội thông qua các đạo luật nhằm thay đổi cách Chính phủ liên bang đánh thuế, gây quỹ và điều hoà các tổ chức từ thiện và các đề án phi lợi nhuận được điều hành bởi các tổ chức tôn giáo (Faith-based Initiatives). Trước đó, các tổ chức này được phép nhận tài trợ từ liên bang, nhưng luật mới loại bỏ những điều khoản đòi hỏi họ không được nối kết hoạt động xã hội với truyền bá niềm tin tôn giáo. Một vài tổ chức như Liên hiệp Tự do Dân sự chỉ trích chương trình này, cho là chính quyền liên kết và dành đặc quyền cho tôn giáo.

#### Đa nguyên và Dân quyền

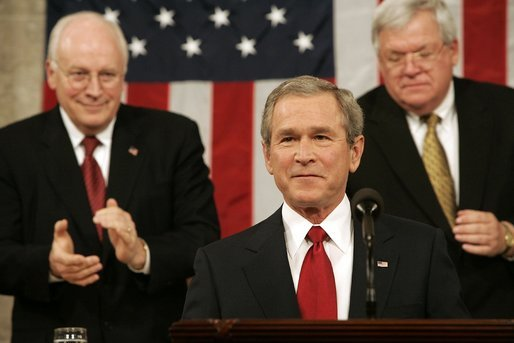
Tổng thống Bush đọc Thông điệp Liên bang tại Điện Capitol, năm 2005.

Bush chống lại việc thừa nhận pháp lý dành cho hôn nhân đồng tính, nhưng ủng hộ việc xác lập quy chế cho tình trạng kết hợp dân sự ("Tôi không nghĩ là chúng ta nên từ chối người dân một dự thảo pháp luật về quyền kết hợp dân sự"), ông ủng hộ Tu chính án liên bang về hôn phối, tu chính Hiến pháp Hoa Kỳ nhằm định nghĩa hôn nhân là sự kết hợp giữa một người nam và một người nữ. Bush tái khẳng định sự bất đồng của ông với quan điểm chống lại quyền kết hợp dân sự của diễn đàn đảng Cộng hoà, ông nói rằng vấn đề kết hợp dân sự (tình trạng sống chung, không phải là hôn nhân theo luật pháp, của những cặp đồng giới hay khác giới) nên thuộc vào thẩm quyền của các tiểu bang. Bush cũng lặp lại sự ủng hộ của mình cho việc tu chính hiến pháp trong bài diễn văn liên bang vào ngày 2 tháng 2 năm 2005. Tuy Bush chống đối hôn nhân đồng tính, ông là tổng thống đầu tiên thuộc đảng Cộng hoà bổ nhiệm các viên chức chính phủ là những người đồng tính công khai, trong đó có Michael Guest, đại sứ Hoa Kỳ tại România, và năm người khác.
Dù nhiều người cho là Bush chống đối luật affirmative action (dành những ưu đãi trong giáo dục và việc làm cho người thuộc các chủng tộc thiểu số), Bush tỏ ra trân trọng phán quyết của Tối cao Pháp viện nhằm bảo vệ tình trạng đa chủng tộc trong quy chế tuyển sinh vào các trường đại học. Colin Powell là người Mỹ gốc Phi đầu tiên được bổ nhiệm vào chức vụ Ngoại trưởng trong nhiệm kỳ đầu của Bush, người kế nhiệm Powell vào năm 2005 là Condoleezza Rice, phụ nữ Mỹ gốc Phi đầu tiên đảm nhận nhiệm vụ này.

#### Kinh tế
Trong nhiệm kỳ đầu, Bush tìm kiếm sự phê chuẩn của quốc hội cho ba lần cắt giảm thuế của ông, gồm thuế lợi tức cho các cặp đã kết hôn, thuế thổ cư và mức thuế biên tế, dẫn đến sự giảm sút đáng kể trong số thu ngân sách, tính theo tỷ lệ với GDP, đến mức thấp nhất kể từ năm 1959.
Với chính sách giảm thuế cùng lúc với gia tăng chi tiêu, chỉ trong một nhiệm kỳ chính phủ Bush biến ngân sách từ tình trạng thặng dư thành thâm thủng. Ngân sách với mức thặng dư 230 tỷ đô la khi Clinton rời Toà Bạch Ốc đã trở thành thâm thủng 374 tỷ năm 2003 và 413 tỷ vào năm 2004, dù vẫn thấp hơn mức thâm thủng trong thập niên 1980 của chính phủ Ronald Reagan.
Tuy nhiên, theo ước tính của Baseline Budget Projections, tháng 1 năm 2005, mức thâm thủng trong nhiệm kỳ đầu của Bush sẽ giảm dần trong nhiệm kỳ thứ hai, còn 368 tỷ vào năm 2005, 261 tỷ năm 2007, 207 tỷ năm 2009 và sẽ thặng dư đôi chút vào năm 2012.
Tuyển dụng lao động trong khu vực tư, theo Văn phòng Thống kê Lao động, giảm sút đáng kể trong thời kỳ này. Dù vậy, chỉ số thất nghiệp bắt đầu hạ giảm từ năm 2003, đến năm 2005 chỉ còn dưới 5%. Trong năm 2005 có thêm hơn 1 triệu việc làm và tình trạng này còn kéo dài trong 25 tháng liên tiếp.

#### Môi trường
Bush thường bị chỉ trích bởi những người chủ trương bảo vệ môi trường. Họ cáo buộc chính sách của ông phục vụ các nhu cầu kỹ nghệ và làm suy yếu các biện pháp bảo vệ môi trường. Ông đã ký ban hành đạo luật di sản Ngũ Đại Hồ năm 2002, cho phép chính phủ liên bang thu dọn chất ô nhiễm và lắng cặn trong ngũ đại hồ. Bush vận động cho việc khai thác trữ lượng dầu mỏ tại Khu bảo tồn Đời sống Hoang dã quốc gia Bắc cực mà theo nhiều người là khu hoang dã còn sót lại tại Hoa Kỳ. Bush chống đối Nghị định thư Kyoto vì cho rằng hiệp ước này làm hại nền kinh tế Hoa Kỳ, nhưng theo nhận xét của các nhóm môi trường, các viên chức chính phủ, cùng với Bush và Cheney, có quan hệ với ngành kỹ nghệ năng lượng, xe hơi và những nhóm chống việc bảo vệ môi trường khác. Dù vậy, Bush tuyên bố rằng lý do khiến ông từ chối ủng hộ Nghị định thư Kyoto là vì những quy định nghiêm nhặt của nó áp đặt lên Hoa Kỳ trong khi tỏ ra dễ dãi với các quốc gia đang phát triển, đặc biệt là Trung Quốc và Ấn Độ. "Quốc gia có nhiều khí thải tạo hiệu ứng nhà kính thứ nhì thế giới là Trung hoa. Thế nhưng, Trung hoa hoàn toàn được miễn trừ khỏi những yêu cầu của nghị định thư Kyoto". Ông cũng tỏ ra nghi ngờ về những luận cứ khoa học về hiện tượng ấm nóng toàn cầu, nhấn mạnh rằng cần có thêm nghiên cứu để xác định tính chính xác của các luận cứ này.

#### Di trú
Bush đề xuất dự luật di trú, cho phép kéo dài visa cho người đến Hoa Kỳ làm việc, đến sáu năm, nhưng không được quyền cư trú hay quyền công dân.

### Bổ nhiệm

#### Nội các
Bush bổ nhiệm vào nội các số người thuộc các chủng tộc thiểu số lớn nhất từ trước đến nay, lần đầu tiên có một bộ trưởng là một phụ nữ gốc Á (Chao). Đây là một nội các nổi bật với hai đặc điểm: nhiều chủng tộc nhất và, theo sách kỷ lục Guinness, giàu có nhất.
Trong nội các này, có mặt một viên chức không thuộc Đảng Cộng hoà, Norman Mineta, bộ trưởng Giao thông, là bộ trưởng gốc Á đầu tiên và là đảng viên Dân chủ, đã phục vụ trong nội các Clinton với chức danh bộ trưởng thương mại.
Nội các này cũng có những nhân vật tiếng tăm, từng phục vụ trong các chính phủ trước như Colin Powell, Cố vấn An ninh Quốc gia cho Ronald Reagan và là Chủ tịch Liên quân dưới thời George H. W. Bush và Clinton, Bộ trưởng Quốc phòng Donald Rumsfeld, phục vụ trong chính phủ Gerald Ford cũng với chức vụ bộ trưởng quốc phòng. Cũng vậy, Phó Tổng thống Richard Cheney từng là bộ trưởng quốc phòng dưới thời George H. W. Bush.

#### Các Cố vấn và các Chức vụ khác
Giám đốc Tình báo Quốc gia – John Negroponte (2005).
Giám đốc CIA – George Tenet (2001 – 2004), John E. McLaughlin (Quyền Giám đốc, 2004), Porter J. Goss (2004 –).
Giám đốc FBI – Robert Mueller.
Cố vấn An ninh Quốc gia – Condoleezza Rice (2001 – 2005), Stephen Hadley (2005 –).
Đại sứ Hoa Kỳ tại Liên Hợp Quốc – John Negroponte (2001 – 2004), John Danforth (2004), John R. Bolton (2005 –).
Chánh Văn phòng Toà Bạch Ốc – Andrew Card (tương đương Bộ trưởng Tổng thống Phủ.)
Phó Văn phòng Toà Bạch Ốc và Cố vấn trưởng – Kark Rove(tương đương Thứ trưởng Tổng thống phủ).
Cố vấn – Karen Hughes (2001 – 2002), (tương đương chức vụ đại sứ năm 2005.)
Phát ngôn viên Báo chí Toà Bạch Ốc – Ari Fleischer (2001 – 2003), Scott McClellan (2003 –).

#### Tối cao Pháp viện
Cho đến tháng 1 năm 2006, Tổng thống Bush đã bổ nhiệm hai vị thẩm phán cho Tối cao Pháp viện
- John Roberts (Chánh Án) - tháng 9 năm 2005.
- Samuel Alito - tháng 1 năm 2006.

### Nhiệm kỳ thứ hai

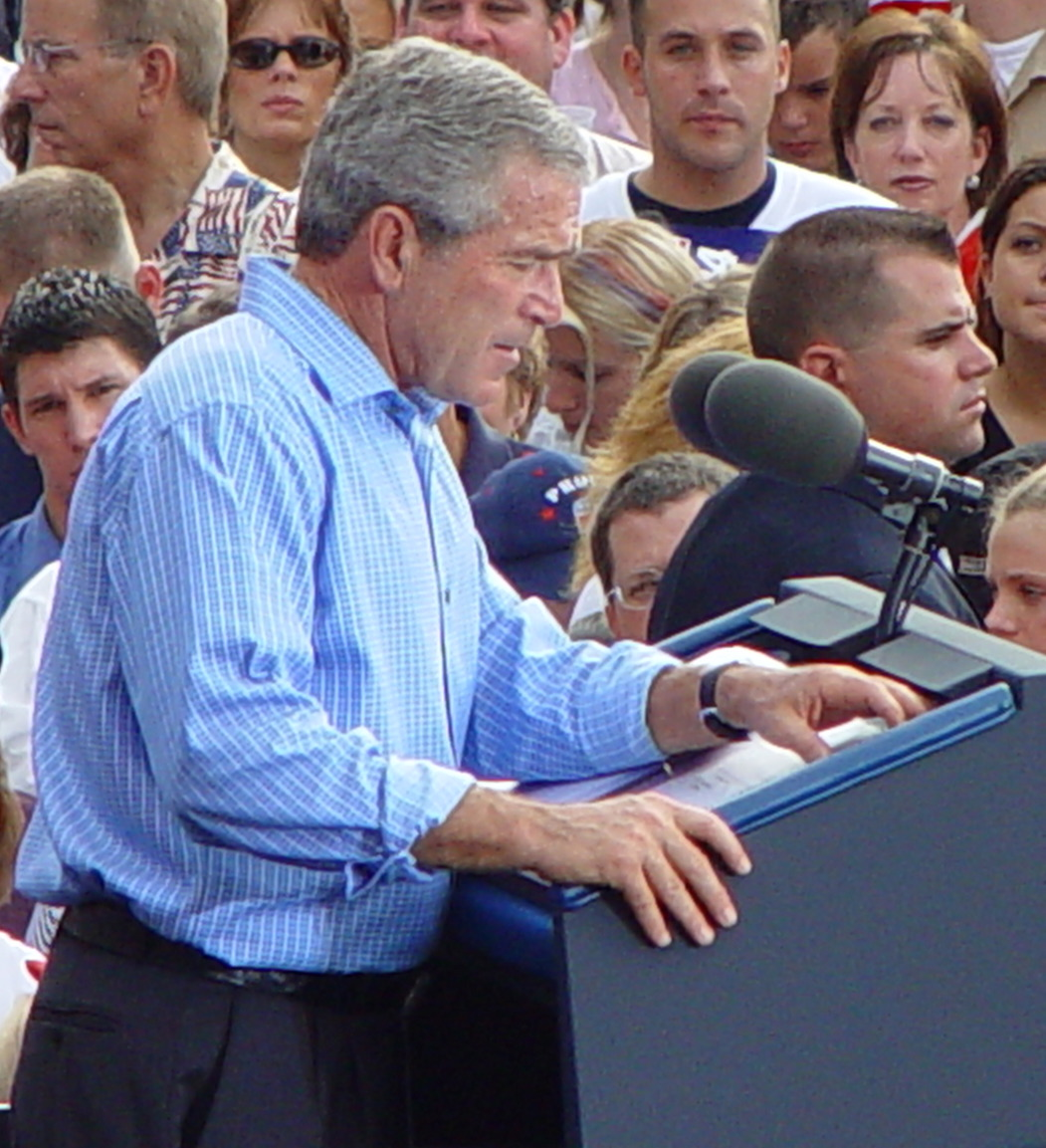
Bush vận động tranh cử tại St. Petersburg, Florida, năm 2004.

Nhiệm kỳ thứ hai của Bush được ghi dấu với nhiều rủi ro.
- Sau Bài diễn văn Liên bang lần thứ năm, tổng thống đẩy mạnh những cải cách An sinh Xã hội, lúc đầu được ủng hộ bởi đảng của ông nhưng lại không thuyết phục được các nghị sĩ thuộc cả hai đảng để có thể được thông qua tại Quốc hội.
- Trong chuyến viếng thăm của Bush, đến Cộng hoà Gruzia, ngày 10 tháng 5 năm 2005, đã xảy ra một âm mưu ám sát ông do Vladimir Arutinian, nhưng quả lựu đạn không nổ sau khi va vào một cô gái và lăn vào đám đông cách lễ đài 19 m, nơi Bush đang đứng đọc diễn văn.
- Cung cách đối phó với Bão Katrina của chính phủ liên bang và những nghi vấn về bè phái trong tháng 8 năm 2005 gây không ít khó khăn cho tổng thống.
- Gần đây là những tranh luận về tính hợp pháp của chương trình do thám người dân trong nước dẫn đến những đề xuất nhằm hạn chế các đặc quyền hành pháp.
Ngày 17 tháng 11 năm 2006, Tổng thống George W. Bush và Đệ Nhất Phu nhân Laura Bush đến Hà Nội để tham dự Hội nghị APEC lần thứ 14, và hội kiến với những nhà lãnh đạo Việt Nam, sau đó thăm chính thức Việt Nam . Ngày 19 tháng 11, sau khi đáp máy bay vào Thành phố Hồ Chí Minh, cùng với Thủ tướng Úc John Howard, Bush và Laura đến dùng bữa tại một nhà hàng trên đường Hai Bà Trưng. Hôm sau, ông đến thăm Trung tâm Chứng khoán, Viện Pasteur và Viện Bảo tàng Lịch sử . Ông là tổng thống thứ hai của Hoa Kỳ đến thăm Việt Nam kể từ lúc chiến tranh Việt Nam kết thúc năm 1975.

#### Cuộc chiến tại Iraq
Vào ngày 10 tháng 1 năm 2007, Bush tuyên bố tăng thêm 21.500 quân cho Iraq, cũng như một chương trình việc làm cho người Iraq, nhiều đề xuất tái thiết hơn và 1,2 tỷ đô la ( tương đương với $169 tỷ năm 2022) cho những chương trình này. On May 1, 2007, Bush used his second-ever veto to reject a bill setting a deadline for the withdrawal of U.S. troops, saying the debate over the conflict was "understandable" but insisting that a continued U.S. presence there was crucial.

#### Vụ ném giày tại Baghdad năm 2008
Vào ngày 14 tháng 12 năm 2008, Muntadhar al-Zaidi, một nhà báo người Iraq, đã ném cả hai chiếc giày của mình vào Bush trong một cuộc họp báo ở Baghdad. Bush không bị thương vì đã xỏ được đôi giày. Tuy nhiên, thư ký báo chí Nhà Trắng Dana Perino đã bị một vết bầm tím trên mặt sau khi bị an ninh đập vào cần micrô. Al-Zaidi nhận bản án ba năm tù, sau đó được giảm xuống còn một năm. Ngày 15 tháng 9 năm 2009, anh được thả sớm vì cải tạo tốt.

### Bổ nhiệm tư pháp

#### Tòa án tối cao
Vào ngày 19 tháng 7 năm 2005, sau thông báo về việc nghỉ hưu của Phó Thẩm phán Sandra Day O'Connor vào ngày 1 tháng 7, Bush đã đề cử thẩm phán phúc thẩm liên bang John Roberts là người thay thế O'Connor; tuy nhiên, sau cái chết của Chánh án William Rehnquist vào ngày 3 tháng 9, đề cử vẫn đang chờ xử lý đó đã bị rút lại vào ngày 5 tháng 9, thay vào đó, Bush đề cử Roberts làm Chánh án Hoa Kỳ tiếp theo. Ông được Thượng viện xác nhận vào ngày 29 tháng 9 năm 2005.
Vào ngày 3 tháng 10 năm 2005, Bush đề cử Luật sư Nhà Trắng Harriet Miers kế nhiệm O'Connor; tuy nhiên, Miers đã rút lại đề cử vào ngày 27 tháng 10 sau khi vấp phải sự phản đối đáng kể từ cả hai đảng, những người cho rằng cô không được chuẩn bị kỹ lưỡng và không hiểu biết về luật pháp,:278 một lần nữa không có ứng cử viên nào thay thế O'Connor. Cuối cùng, vào ngày 31 tháng 10, Bush đề cử thẩm phán phúc thẩm liên bang Samuel Alito, người được Thượng viện xác nhận thay thế O'Connor vào ngày 31 tháng 1 năm 2006.

## Nhận định
Bush là mục tiêu của nhiều lời ca tụng và không ít sự chỉ trích gay gắt. Những người ủng hộ ông chú trọng vào các lãnh vực như kinh tế, an ninh trong nước và khả năng lãnh đạo của ông sau cuộc tấn công khủng bố ngày 11 tháng 9. Những người chống đối bất đồng về các vấn đề như đạo luật USA PATRIOT, cuộc tuyển cử nhiều tranh cãi năm 2000, và cuộc chiến tại Iraq. Tạp chí TIME chọn Bush là Nhân vật của Năm 2000 và 2004. Vinh dự này được dành cho những nhân vật, theo nhận xét của các chủ biên, là những người được công luận quan tâm nhất (newsmaker) trong năm.

### Trong nước
Thời gian đầu sau khi nhậm chức (2001), nhiều người xem Bush là một Tổng thống không có sự ủy nhiệm đầy đủ, vì ông vào Toà Bạch ốc nhờ một phán quyết của Tối cao Pháp viện. Sau ngày 11 tháng 9 năm 2001, thái độ của người dân Mỹ đã thay đổi, khi họ chứng kiến ông đứng trên đống đổ nát của toà nhà WTC với loa phóng thanh trên tay, thể hiện khả năng và ý chí kiên cường của một nhà lãnh đạo. Từ đó, hình ảnh của Bush được cải thiện đáng kể trong lòng người dân Mỹ, và tác động không ít đến kết quả bầu cử năm 2004.
Suốt thời kỳ khủng hoảng quốc gia sau cuộc tấn công 11/9, Bush nhận được sự ủng hộ của 85% dân chúng Mỹ, nhưng suy giảm dần và dừng lại ở mức 50% trong hai năm rưỡi. Phần lớn dân chúng Hoa Kỳ gần đây đã không còn tin tưởng vào chính sách của ông đối với vấn đề Iraq (hiện chỉ còn dưới 40% người Mỹ ủng hộ chính sách này - thời điểm tháng 7-8 năm 2005). Tuy nhiên, cũng qua các cuộc thăm dò, đa số dân Mỹ vẫn tin rằng cá nhân ông Bush là người thẳng thắn và trung thực.
Vào lúc bầu cử quốc hội giữa nhiệm kỳ năm 2002, Bush nhận được sự ủng hộ cao nhất so với bất kỳ tổng thổng nào vào cùng thời điểm ấy kể từ Dwight Eisenhower, đảng Cộng hoà tiếp tục kiểm soát thượng viện và giành thêm ghế tại hạ viện; trước đó, thường thì đảng của tổng thống đương nhiệm sẽ mất ghế trong cuộc tuyển cử giữa nhiệm kỳ, nhưng năm 2000 đánh dấu cuộc bầu cử giữa nhiệm kỳ lần thứ ba kể từ cuộc Nội chiến, một đảng cầm quyền giành thêm ghế tại cả hai viện (hai lần kia xảy ra vào năm 1902 và 1934).

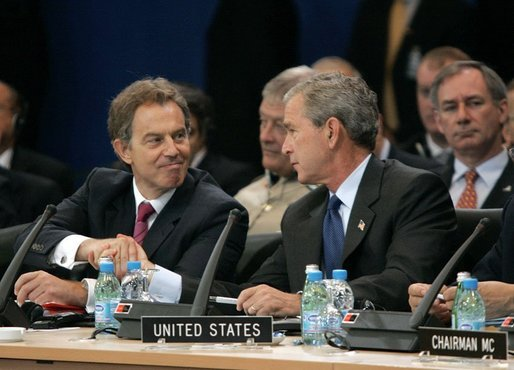
Bush và Blair tại hội nghị NATO, Istanbul, Thổ Nhĩ Kỳ, 28 tháng 6 năm 2004.

Trong năm 2001, mức ủng hộ dành cho Bush xuống thấp dần, ngoại trừ một lần bứt lên cao sau khi quân đội liên minh lật đổ chế độ Saddam Husein tại Iraq.

### Ngoài nước
Vì chính sách đơn phương (unilateralism) áp dụng khi cần thiết cộng với thái độ kiên quyết và quả cảm của mình đối với mọi vấn đề trên thế giới, Bush không được nhiều yêu thích bên ngoài Hoa Kỳ. Một cuộc thăm dò năm 2004 cho thấy một cái nhìn không mấy tích cực về Bush đang phổ biến tại Anh, Pháp, Ý, Đức, México, Tây Ban Nha và Canada. Dĩ nhiên, mức độ chống đối Bush cao đặc biệt tại các nước Hồi giáo mà đa số giáo sĩ rất bảo thủ và cực đoan, thường vượt quá 90%. Nhưng Bush được ưa chuộng tại Israel, với 62% dân chúng ở đây ủng hộ ông. Trước cuộc bầu cử năm 2004, Kerry nhận được sự ủng hộ cao hơn Bush với khoảng cách lớn tại 30 trong số 35 quốc gia, rất có thể điều này đã giúp Bush thắng cử chức vụ Tổng thống Hoa Kỳ nhiệm kỳ 2. Sau cuộc tuyển cử, đa số người được hỏi tại hầu hết các quốc gia nói rằng họ chờ đợi những ảnh hưởng từ nhiệm kỳ thứ hai của Bush.

## Tác phẩm
- A Charge to Keep (1999), ghi chép
- We will prevail: President George W. Bush on war, terrorism, and freedom (2003)
- George W. Bush on God and on Country: The President Speaks Out About Faith, Principle, and Patriotism (2004)
- Decision Points (Điểm quyết định, 2010), tự truyện
- 41: A Portrait of My Father (Cha tôi: Tổng thống thứ 41 của Hoa Kỳ, 2014), hồi ức